# Križe, Novo mesto
Križe este o localitate din comuna Novo mesto, Slovenia, cu o populație de 88 de locuitori.